# Brighton, Worthing & District Football League
Brighton, Hove & District Football League là một giải bóng đá Anh bao gồm các đội bóng đến từ Brighton, Hove và Worthing, thành lập năm 2015 sau sự hợp nhất đầy đủ giữa Brighton, Hove & District League (thành lập năm 1903) và Worthing and District League. Giải đầu được dẫn đầu bởi hạng đấu kết hợp của Brighton và Worthing là Premier Division, với 2 hạng Division One (Division One East cho các đội đến từ Brighton và Division One West cho các đội đến từ Worthing) và một hạng đấu thêm là Division Two West cho các đội đến từ Worthing. Trước khi hợp nhất với Worthing & District League, Brighton League từng có Division Three, Four và Five, nhưng Division Five bị hủy bỏ năm 2003; Division Four bị ngừng tiếp tục năm 2009 và Division Three chịu kết cục tương tự năm 2012. Việc giảm số lượng dẫn đến sự kết hợp với Worthing League, nơi cũng đang khủng hoảng về số lượng đội bóng. Giải đấu mới giữ nguyên cấp độ trong hệ thống và đội vô địch Combined Premier Division có quyền thăng hạng Sussex County League Division Three.
Mùa giải 2014–15, Romans United giành chức vô địch Premier Division, nhưng không thăng hạng.

## Các đội vô địch từng hạng đấu gần đây
| Mùa giải | Premier              | One                        | Two                         | Three                      | Four                     | Five                   |
| -------- | -------------------- | -------------------------- | --------------------------- | -------------------------- | ------------------------ | ---------------------- |
| 2001–02  | Royal Sovereign      | Whitehawk Vets             | South Central Wanderers     | Lower Bevendean Dự bị      | Marquess of Exeter       | Shoreham United        |
| 2002–03  | Old Varndeanians     | Hanover                    | Brighton Electricity        | FC Midlothians             | Shoreham United          | Master Tiles           |
| 2003–04  | Hanover              | Portslade Athletic         | Master Tiles                | Brighton 1664              | AFC Stadium              |                        |
| 2004–05  | Hanover              | Master Tiles               | Brighton 1664               | Blue House                 | Rottingdean United Dự bị | American Express Dự bị |
| 2005–06  | Rottingdean Village  | Blue House                 | Ovingdean                   | Brighton Rangers Dự bị     | American Express Dự bị   |                        |
| 2006–07  | Hanover              | Real Brunswick             | Church of Christ the King   | Teamstats.net              | Buckingham Arms          |                        |
| 2007–08  | American Express     | Church of Christ the King  | Brighton North End          | Hikers BHA                 | Crew Club Sports         |                        |
| 2008–09  | Brighton Electricity | Hikers BHA                 | Crew Club Sports            | Peacehaven Good Companions | Orb360                   |                        |
| 2009–10  | Montpelier Villa     | Falmer Falcons             | Orb360                      | Montpelier View Dự bị      |                          |                        |
| 2010–11  | Montpelier Villa     | Hair Razors                | Chailey                     | Midway                     |                          |                        |
| 2011–12  | Hair Razors          | British School of Motoring |                             |                            |                          |                        |
| 2012–13  | Hair Razors          | TMG                        |                             |                            |                          |                        |
| 2013–14  | Hair Razors          | South Coast City           | Boys Brigade Old Boys Dự bị |                            |                          |                        |

Brighton, Hove & District League và Worthing & District League hợp nhất và cấu trúc mới được áp dụng bao gồm Premier Division kết hợp, Divion One East (cho đội bóng ở Brighton & Hove), Division One West (cho đội bóng ở Worthing) và Division Two West (cũng cho đội bóng ở Worthing).
| Mùa giải | Premier       | One East | One West        | Two West         |
| -------- | ------------- | -------- | --------------- | ---------------- |
| 2014–15  | Romans United | Fiveways | George & Dragon | Worthing Dynamos |

## Các câu lạc bộ mùa giải 2015–16

### Premier Division
- Boys Brigade Old Boys
- Brighton Electricity
- Church of Christ the King
- Fiveways
- George & Dragon
- Goring-by-Sea Cricket
- Ovingdean
- Romans United
- Sompting
- Worthing Boys Club Old Boys
- Worthing Leisure

### Division One East
- Church of Christ the King Dự bị
- Hangleton Athletic
- Lansdowne United
- Midway
- Racing King & Queen
- Rottingdean Village Dự bị
- St. Peters
- Southwick Rangers
- Southwick Rangers Dự bị
- The Lectern
- The View
- Unity
- Woodingdean Wanderers

### Division One West
- Broadwater Athletic
- Hangleton Athletic Dự bị
- Maybridge
- Northbrook
- Real Rustington
- St Mary's
- Sompting Dự bị
- Worthing Dynamos
- Worthing Leisure Dự bị

### Division Two West
- Adur Athletic
- AFC Broadwater
- AFC Sparta
- Del United
- FC MSRS All Stars
- George & Dragon Dự bị
- Goring-by-Sea Cricket Dự bị
- Goring St. Theresa's
- Worthing Boys Club Old Boys Dự bị
- Worthing Town